# 〈ハルチカ〉シリーズ
〈ハルチカ〉シリーズは、初野晴による日本の推理小説のシリーズ。角川書店より2008年10月から刊行されている。

## 概要
廃部の危機にあった弱小吹奏楽部に所属するハルタとチカが、校内で起こる様々な事件（日常の謎）を解決する。推理小説だが、吹奏楽の甲子園・普門館（全日本吹奏楽コンクール）出場を目指す青春小説の面もあり、また同じ人を好きになった2人が対立する恋愛小説の面もある。
2015年6月にアニメ化が発表され、2016年1月から3月までテレビアニメが放送された。
2016年3月には実写映画化が発表され、2017年3月4日に公開された。主演は佐藤勝利（Sexy Zone）と橋本環奈。

## あらすじ
退出ゲーム
シリーズ第1作。高校1年の秋から翌年の3月までの出来事を描く。
結晶泥棒
文化祭まで1週間を切った秋のある日、学校の掲示板に脅迫状が貼られた。今回で3年連続、内容は「屋台の食べ物に毒を盛る」。よくあるいたずらで、毎年何も起こらない。しかし、今年は違った。化学部から文化祭で展示予定の硫酸銅の結晶が何者かに盗まれていた。硫酸銅は劇薬であり、このままでは文化祭が中止になってしまう。ハルタとチカは犯人探しを開始する。
クロスキューブ
あまりに少人数なため、コンクールへの出場すら危ういチカたちの吹奏楽部。部員を確保しようと、普門館に出場経験のあるオーボエ奏者の成島美代子は、吹奏楽部にどうしても欲しい人材だった。ハルタと共に、成島の元へと向かったチカだったが、当の本人は「もう吹奏楽をやるつもりはない」とそっけない態度。説得を試みた結果、成島から渡されたのはとあるルービックキューブだった。
退出ゲーム
有力な部員の心当たりを聞いたハルタとチカ。その生徒は、プロのサックス奏者を父に持ち、自身の腕も確かなマレン・セイという生徒だった。早速、チカたちはマレンを勧誘に向かったのだが、彼は既に演劇部に入部していた。マレンを吹奏楽部に引き抜こうとしたチカの前に、演劇部部長の名越が立ちはだかる。
エレファンツ・ブレス
発明部の萩本兄弟が発明した発明品を巡り、チカは後藤朱里に会う。この春に中学を卒業して、新年度からはチカたちの後輩になるという彼女。さらにバストロンボーン奏者である後藤に対し、既に歓迎ムードのチカ。そんな騒動の中、ハルタに後藤が尋ねる。「エレファンツ・ブレスって、どんな色でしょう？」
初恋ソムリエ
空想オルガン
千年ジュリエット
惑星カロン

## 登場人物
登場人物の年齢・学年は物語開始時のもの。第2作『初恋ソムリエ』より進級している。第5作『惑星カロン』からは3年生が引退したことで役職の付いたキャラも存在する。誕生日はテレビアニメ版オリジナル設定。

### 清水南高校
清水南高校自体は静岡市清水区に実在する高等学校であるが、作品中ではあくまでモデルとして名称が登場している。なお、映画版では校名が「清水北高校」（実在しない）に変更された。

#### 清水南高校吹奏楽部
穂村 千夏（ほむら ちか）
声 - ブリドカットセーラ恵美 / 演 - 橋本環奈
誕生日 - 7月10日
本作の主人公。通称・チカ。高校1年生（『初恋ソムリエ』より2年生）。フルート奏者。俗に言う脳筋だが素直な性格。本作は彼女の視点で描かれている。
中学生まではバレー部に所属していたが、高校からは女の子らしくなろうと吹奏楽部に入部。顧問の草壁と部員集めに奔走し、やがて好意を持つようになるが、幼なじみのハルタも男同士でありながら草壁に思いを寄せていて、ハルタと卒業式まで抜け駆けしないという協定を結んでしまう。普門館出場を夢見て、運動部で鍛えられた度胸と体力で日々努力を続ける。
上条 春太（かみじょう はるた）
声 - 斉藤壮馬 / 演 - 佐藤勝利（Sexy Zone）
誕生日 - 4月19日
本作のもうひとりの主人公。通称・ハルタ。高校1年生（『初恋ソムリエ』より2年生）。ホルン奏者。
中性的な顔立ちの美形で頭脳明晰だが、ひねくれている上に冷徹なところがある。チカからは呼び捨てにされるが、逆に彼は「チカちゃん」と呼ぶ。チカとは小学校に上がるまで家が隣同士だった幼なじみで、高校で9年振りに再会する。両親は仕事で家を空けることが多く、また年の離れた酒豪の姉（南風（みなみ）、つぐみ、冬菜（ふゆな））が3人おり、姉達によるモラハラから逃れる為に一人暮らしをしている。女嫌いであり、同性である顧問の草壁に片想いをしていて（草壁のことは好きだが、男性が好きというわけではない）、チカの恋のライバルとなる。草壁の事になると頭脳明晰な側面が抜け落ちる傾向にあり、発明部謹製の「オモイデマクラ」を購入するなど突拍子もない行動をとることもしばしば。
カイユ共々アメリカ民謡クラブに籍だけ置いている。
ハンドルネーム・ペンネームは「砂漠のうさぎ」。
草壁 信二郎（くさかべ しんじろう）
声 - 花江夏樹 / 演 - 小出恵介
ハルタとチカの入学と共に着任した新任の音楽教師。26歳（『千年ジュリエット』より27歳）。吹奏楽部顧問。学生時代に東京国際音楽コンクールの指揮部門で2位になった経歴を持つ、将来を嘱望された指揮者だったが、なぜかその道を捨て教職についている。穏やかで生徒思いの先生。
「惑星カロン -人物消失-」にて、彼が指揮者の道を捨てる時の演奏を行った楽団員たちに逢うという目的がある事が明かされた。
片桐 圭介（かたぎり けいすけ）
声 - 山下誠一郎
誕生日 - 1月1日
吹奏楽部部長。高校2年生（『初恋ソムリエ』より3年生）。トランペット奏者。ハルタらの1年先輩。3歳年下の妹がいる。
基本的に曲者の多い本作において数少ない常識人。芹澤が入部した後は彼女と口げんかする事が多い。
文化祭後に吹奏楽部を引退した。
成島 美代子（なるしま みよこ）
声 - 千菅春香
誕生日 - 10月21日
「クロスキューブ」より登場。
中学生時代に普門館出場を果たしたオーボエ奏者。ハルタとチカに吹奏楽部に勧誘された際、弟が遺した六面全てが白色のルービックキューブを完成させてみせろと挑む。
強気な性格だが、幽霊が苦手という一面も見せる。
3年生引退後は吹奏楽部の副部長になる。
マレン・セイ
声 - 島﨑信長
誕生日 - 11月6日
「退出ゲーム」より登場。
中国系アメリカ人。日本の慣習に合わせているため、マレンが姓、セイが名。父親がサックス奏者で、自身もサックスの名手。誘われるままに演劇部に入った幽霊部員だったが、吹奏楽部にスカウトされる。演劇部員と吹奏楽部員による即興劇対決の結果、それまで抱えていた出生についての悩みも解決することができ、吹奏楽部へ入部する。
演奏の才能だけでなく指導力もあり、そのため3年生引退後は吹奏楽部の部長になる。
後藤 朱里（ごとう あかり）
声 - 山田悠希
誕生日 - 5月5日
「エレファンツ・ブレス」より登場。
中学生時代から吹奏楽を続けるバストロンボーン奏者。ハルタらの1年後輩。入学以前、確執がある祖父の「エレファンツ・ブレス（名前のみ伝わる幻の色）を見た」という言葉の真相をハルタらと追い、祖父の過酷な過去を知って和解する。
檜山 界雄（ひやま かいゆう）
声 - 岡本信彦 / 演 - 清水尋也
誕生日 - 6月15日
「周波数は77.4MHz」より登場。
あだ名はカイユ。中学2年まで市のジュニアマーチングバンドに所属していた打楽器奏者。ハルタらの同級生だったが、不登校で1年留年する。直子とは幼なじみ。
実家は寺であり、老人と深く関わっていたためか様々な知識が豊富という一面も持つ。
ハルタ共々アメリカ民謡クラブに籍だけ置いている。
芹澤 直子（せりざわ なおこ）
声 - 瀬戸麻沙美 / 演 - 恒松祐里
誕生日 - 6月8日
「スプリングラフィ」より登場。
クラリネット奏者。右耳が難聴。祖父は元国会議員、父は建設会社社長という名家の出身。
アンチ吹奏楽部のプロ奏者志望だったが、ある事情により進路の再考を余儀なくされる。千夏に入部を誘われても、「吹奏楽でもいいから居場所を見つけよう」と考えたことのある自分は部員に対し失礼だとして、外からカイユの情報を与えるなど千夏達を見守るに留めていたが、後に入部する。
見た目に反して割と口調はきつい。またクラリネットの演奏に明け暮れていたためか、小中高と遠足も運動会も参加してこなかった。
清春 潤（きよはる じゅん）
「失踪ヘビーロッカー」より登場。
アメリカ民謡クラブに所属する2年生。ヘヴィメタル志向。
甲田の奇行に振り回されているが、自分たちを理解し居場所を与えてくれた甲田の事を信頼しており、遅れていた甲田を待ち続け、自分たちの出番を削ってでも甲田のためにライブの時間を提供した。
新入生が入ってこなかった事で「自分たちの代でアメ民は終わり」と嘆いていたが、草壁の提案で吹奏楽部にも籍を置き、吹奏楽部有志をアメリカ民謡クラブにも在籍させることになり、ヘヴィメタル志向の仲間たち共々吹奏楽部の一員となる。
吹奏楽部と演奏するときはフルートを担当している。
杉本（すぎもと）・横田（よこた）・長澤（ながさわ）
アメリカ民謡クラブの一員。清春共々吹奏楽部にも籍を置いている。
担当パートは杉本がユーフォニアム、横田がホルン、長澤が打楽器。

#### ブラックリスト十傑
名越 俊也（なごえ しゅんや）
声 - 西地修哉
「退出ゲーム」より登場。
廃部になっていた演劇部を復活させ部長を務める。しかしその行動は奇矯そのもので、チカが苦手としている存在でもある。
居場所のなさを感じていたマレンを演劇部に勧誘したのも彼であり、マレンを賭けて吹奏楽部に即興劇勝負を申し込む。
萩元 肇（はぎもと はじめ）&萩元 卓（はぎもと すぐる）
声 - 亀岡孝洋（肇）、織田圭祐（卓）
「エレファンツ・ブレス」より登場。
肇が兄で卓が弟で、兄弟共に「チビの左門豊作」に見える体型をしている。発明部で実質兄弟2名で活動している。
自分たちでバイトをして部費の足しにするバイタリティの持ち主だが、それが逸脱して発明品の個人売買に至った事が秀一の逆鱗に触れた。
「エデンの谷」では日野原の命令で、鍵穴をピッキングして開けるという技も披露した。
麻生 美里（あそう みさと）
声 - 五十嵐裕美
「周波数は77.4MHz」より登場。「地学研究会」部長。
「かつてカイユを除く7人の引きこもり生徒たちを自ら勧誘して廃部の危機にあった地学研究会を復活させた」「大学との共同研究でレインボー・ガーネットの地脈を発見し、手柄は大学側に譲るも推薦枠を1つ確保するなどの恩恵を受けた」など様々な逸話を持つ美少女。ヘルメットを被っている。
しかし筋金入りの学校嫌いの上、旧校舎取り壊しの際に旧校舎に忍び込んで採掘の「実地研修」を行った事が仇となりブラックリスト十傑の一員になっている。
朝霧 亨（あさぎり とおる）
声 - 木村良平
「初恋ソムリエ」に登場。
「初恋研究会」部長。実家は興信所で、将来三代目を継ぐ事を予定している。
「初恋ソムリエ」と称して初恋の相手の行方を調査している変人。
甲田 裕己（こうだ ひろき）
「失踪ヘビーロッカー」より登場。「アメリカ民謡クラブ」部長の3年生で、ハードロック志向。
ハードロックの道を究めすぎるために奇行に走ることもしばしばだが、本質的には他者や他の部活に対して配慮ができる好青年。
ある事情を抱えたまま、学園祭に向かう道程から柏原が運転するタクシーと共に失踪してしまう。

#### その他の生徒
日野原 秀一（ひのはら しゅういち）
声 - 松田健一郎
「エレファンツ・ブレス」より登場。
清水南高校の生徒会長。ハルタらの1年先輩。有能だが「ブラックリスト十傑」には手を焼いている。生徒会で解決できない厄介事が起きると、高圧的な態度でチカに協力を求める。
藤間 弥生子（ふじま やえこ）
声 - 福圓美里
「退出ゲーム」に登場。
演劇部の看板女優。役柄に入り込むと戻ってこないという奇癖はあるが実力は確か。
安定した暮らしを求めない役者気質の持ち主。
大塚 修司（おおつか しゅうじ）
「決闘戯曲」に登場。
演劇部の1年生で脚本担当。気分的にムラはあるのだが、高校生演劇コンクールの戯曲部門で審査員特別賞を得るほどの逸材。
家庭の事情で離れて暮らす父親が舞台役者という事もあり、母親を通じて演劇の酸いも甘いも噛み分けている。
自分の先祖たちが「ある手段」を用いて絶対的に不利だった決闘に勝利した事を推理する演劇「決闘戯曲」の脚本の結末を描き切らぬまま失踪する。

### その他の学校

#### 藤が咲高校
堺（さかい）
声 - 丹沢晃之
「アスモデウスの視線」に登場。
藤が咲高校の吹奏楽部顧問で、その風貌からチカは密かに「ゴリラ」と評しているが、吹奏楽の強豪校としてまとめ上げる指導力は確かで、曲がったことが嫌いで筋を通した性格でもある。
ある事件をきっかけに自宅謹慎を命じられ、その為草壁が一時的に藤が咲の吹奏楽部の指導を行う事にもなった。
岩崎 浩二（いわさき こうじ）
声 - 西山宏太朗
「アスモデウスの視線」に登場。
藤が咲高校の吹奏楽部部長。中学時代はハンドボール部に所属していたが怪我で挫折、高校から吹奏楽を始めユーフォニアムを担当している。努力家だが、経験者を差し置いて部長になった事に反発を覚える部員も多い。
草壁が倒れた事に責任を感じ、清水南高校吹奏楽部に助力を仰ぐ。また、チカ達が潜入しやすいよう便宜も図る。
「ヴァルプルギスの夜 -音楽暗号-」にも登場。藤が咲のやる気のない部員たちの元に届いて彼らが解読できた音楽暗号入りのメールの謎を解くため、チカ達を通じて山辺真琴に助力を仰ぐ。
下の名前は「ヴァルプルギスの夜」で判明した。
松田（まつだ）
声 - 前田玲奈
「アスモデウスの視線」に登場。
藤が咲高校の吹奏楽部副部長。岩崎と共に清水南高校吹奏楽部に助力を仰ぐ。
大河原 有佳（おおがわら ゆか）
声 - 浅野真澄
「アスモデウスの視線」に登場。
藤が咲高校の教育実習生。潜入したチカたちの正体を見破るも見逃すなど話の分かる大人でもある。26歳の時に介護施設で働きながら夜間大学に通うようになり、高校教員の資格を得て31歳で教育実習生となった経歴を持つ。

#### 清新女子高校
藤島 奈々子（ふじしま ななこ）
「十の秘密」に登場。
清新女子高校吹奏楽部部長。ギャルだらけの吹奏楽部、通称「ギャルバン」と呼ばれる吹奏楽部を率いる部長。
見た目とは裏腹に厳しい規律を作り、部員たちもそれを守っている。それらも全てある一人のためであった。
義理堅い一面も持ち、難儀している清水南高校吹奏楽部の手助けをしてくれた。
卒業後は就職し、遠野と一緒にアマチュア吹奏楽団に入ることを誓い合った。
遠野 京香（とおの きょうか）
「十の秘密」に登場。
清新女子高校吹奏楽部副部長。ギャルだらけの清新女子の中で唯一普通の服装をしている。
かつては山辺富士彦に教わり、才能を期待されていたが父親の会社が倒産し、清新女子高校に入学した。
編曲の才能に優れており、お飾りの顧問の代わりに吹奏楽部の編曲・指揮を担当している。

### その他の人物
千夏の母
声 - 佐藤利奈
チカの母。夫が単身赴任中の穂村家を支える家庭的な母親。料理の腕は確かで、ハルタも時々飯をたかりに来る。
「チカママ」というハンドルネームで、WAHOO!知恵袋に人生相談（特にチカの行動を）している。
成島 聡（なるしま さとし）
声 - 齋藤綾
「クロスキューブ」に登場。
成島美代子の弟。脳腫瘍を患っていたがパズルに興味を抱き、解くだけではなく自作のパズルも作るほどであった。美代子が普門館に出場した日に容体が悪化し急逝。「一面白のルービックキューブ」が美代子に遺された。
サダキチ&ヨネ（さだきち&よね）
声 - 柴田秀勝（サダキチ）、宮沢きよこ（ヨネ）
「周波数は77.4MHz」に登場。
カイユ達が密かに放送していたラジオ番組のパーソナリティで、カイユの実家が保護していた老人たち。
チカ達がカイユの実家を訪ねた事を知ると、ラジオ番組を通じてカイユに再び学校に行くよう彼を諭した。
芹澤 響子（せりざわ きょうこ）
声 - 逢川亮子
「初恋ソムリエ」に登場。
芹澤直子の叔母で、遥か昔に芹澤家を勘当され現在はオーストラリアで雑貨店を営んでいる。
初恋の相手である「ベンジャント」の行方を捜すため、初恋研究会の朝霧亨に依頼をする事になる。
ベンジャント（べんじゃんと）
声 - 水島大宙
「初恋ソムリエ」に登場。
響子の初恋の相手で、「森の仲間たち」の中では「おにぎり係」を担当していた。響子の事を「ポウラステロ」と呼んでいた。
調査の結果三十年ほど前に癌で亡くなっていた事が判明する。
ラビストーオ・ペラントーオ・モルテ
「初恋ソムリエ」に登場。
「森の仲間たち」と響子が呼んでいた者達で、ラビストーオがリーダー、ペラントーオが「鳥使い」、モルテが「猟銃使い」と役割が決められていた。
彼らもベンジャントと同じ時期に癌で亡くなっていたことが判明する。
彼らの呼び名はエスペラント語が元となっており、「1969年の左翼闘士」という文脈から全学共闘会議に参加していた大学生とも推測できる。
渡邉 琢哉（わたなべ たくや）
声 - 諏訪部順一
「ジャバウォックの鑑札」から登場。
草壁信二郎を取材しに来たというフリーライター。吹奏楽界隈の情報にも詳しい。
正体は「ガンバ」と呼ばれる詐欺師グループの一員で、吹奏楽に詳しいのは高校時代に吹奏楽をしていたからである。芹澤直子の左耳が治りかけていることに気付いた数少ない人物。
貴島孝志の母に詐欺を行おうとするが直前で思い止まり、上司のマンボウに対して出頭する旨を伝え、その前にチカや芹澤を通じて曲がりなりにも関わった清水南高校吹奏楽部に「胸を張れ。顔を上げろ。諦めるんじゃないぞ」と励まして去っていく。
その後自ら出頭して逮捕された事が「千年ジュリエット」の冒頭で書かれている。
上条 南風（かみじょう みなみ）
声 - 生天目仁美
「ヴァナキュラー・モダニズム」から登場。
ハルタの長姉で、現在は一級建築士。1982年生まれ。
住んでいたアパートを追い出されたハルタの住居を探す手伝いをすることになる。
上条 つぐみ（かみじょう つぐみ）
「ヴァナキュラー・モダニズム」に名前だけ登場。
ハルタの次姉で、現在はイラストレーター。昔はハルタをヌードモデルにしていた。
上条 冬菜（かみじょう ふゆな）
「ヴァナキュラー・モダニズム」に名前だけ登場。
ハルタの三姉で、現在は整体師。昔はハルタに整体をしていた。
彼女たちは昔ハルタを非常にこき使っており、結果彼の女嫌いの原因を作っている。
山辺 富士彦（やまのべ ふじひこ）
「十の秘密」に名前だけ登場。
山辺真琴の祖父で、著名な編曲家だが子供嫌い。それでも幼少の芹澤直子・遠野京香の才能を見抜き、音楽を教えていた。
マンボウ
「空想オルガン」に登場。
ガンバ（渡邉）の上司で、詐欺師グループの幹部。マンボウに似た顔立ちだが冷酷な性格で、詐欺師に向いていないボーボを東南アジアに臓器密売に行かせようとしたり、ガンバの部下たちの身柄を拘束し、ガンバがしくじった時に備え彼らに二段構えの詐欺を行わせるなど頭も切れる。
「惑星カロン -人物消失-」にも登場。愛知から静岡の「はごろも物産」に客分として招かれたようで、新しい部下の斎木と共に行動する事となる。
WAHOO!掲示板で「チカママ」さんの人生相談を読んでいたりと人間臭い一面も見られた。
ヨイショ、ガクシャ、シジン、ボーボ
「空想オルガン」に登場。
ガンバ（渡邉）の部下たちで、詐欺師グループの末端構成員。ボーボは振り込め詐欺一つ行えない、詐欺師に向いているとは言い難い性格で、田舎に聴覚障害を患う妹がいる。
貴島 孝志（きじま たかし）
「空想オルガン」に登場。
故人でガンバ（渡邉）の元同級生。卒業後は医師になったが、交通事故で重体になり腎臓を渡邉に移植してこの世を去る。
孝志の母
「空想オルガン」に登場。
孝志の母親で、昔はお高くとまっていたようだが一人息子の孝志が早逝してからはめっきりと老け込み、ガンバ（渡邉）の詐欺を見抜くことができず、渡邉を息子だと間違えるほど老いぼれた。
そんな姿を見て、渡邉は「人違いだ」と言い、息子の遺言を伝えて詐欺を思い止まる。
山辺 真琴（やまのべ まこと）
声 - 高垣彩陽
「エデンの谷」より登場。
編曲家の山辺 富士彦（やまのべ ふじひこ））を祖父に持つクラビエッタ奏者。草壁と同い年。草壁から頼まれ、清水南高校吹奏楽部のコーチに就任する。
ベーシェット病を患い極度の弱視にある。
後に居酒屋で意気投合したハルタの姉たちに誘われる形で上条家の居候にもなる。
柏原（かしわばら）
「失踪ヘビーロッカー」に登場。
タクシーの運転手で、引きこもり続ける息子・智之を口ではなんだかんだ言いながらも心配している。
清水南高校まで乗せていくはずの客の甲田と共に、学校を離れて走り続ける事になる。
短い時間一緒に乗り合わせる事になった甲田に最終的にはどこか共感し、彼のライブを聴いていく事になった。
柏原 智之（かしわばら ともゆき）
「千年ジュリエット」に登場。
柏原の息子で、性同一性障害を抱える少年。その為に中学以降学校に通えず、引きこもり続けていた。
幼なじみの智子のために「ジュリエットの秘書・はごろも支部」というサイトを開き、秘かに宣伝し、カエラたちが集う緩和ケア病棟の資料室のWEBカメラから彼女たちを見続けてきた。
しかし、最後に残ったカエラにみんなの想いを託され、智子が片思いしていたマレンに会いに行くために清水南高校の文化祭に女の子の姿で向かう事となる。
幼い頃にはピアノを習っていたこともあるらしく、芹澤直子が行っていた「クラリネット検定」では初めて演奏する割にはなかなかの演奏の腕を見せた。
カエラ
「千年ジュリエット」に登場。
入院している女性たちの1人で二十代。元は派遣社員。
ミサト
「千年ジュリエット」に登場。
入院している女性たちの1人で三十代。弱小女子プロレス団体に所属していた。
シズコ
「千年ジュリエット」に登場。
入院している女性たちの1人で六十代。元は会社の経営者で、病院にも色々と本を寄贈していた。
キョウカ
「千年ジュリエット」に登場。
入院している女性たちの1人で院内学級に通う少女。ポケモン好き。
新垣 智子（あらがき ともこ）
「千年ジュリエット」に登場。
智之の幼なじみで数少ない理解者でもあり、カエラたちに智之の話をよくしていた。本来の「トモ」である。
難病を患い入院する事になり、親が学会で不在の間に亡くなる事となる。
かつて病院を演奏のため訪れたマレンに恋心を抱いていた。
倉沢（くらさわ）
「チェリーニの祝宴 -呪いの正体-」に登場。
「クラサワ楽器店」の店主で、長髪と髭が特徴。妻はフルートとピッコロの教室を経営している。
「オーナーが変わるたびに妙な不幸に会い、手放す」と言われる総銀製のフルートを販売している。
倉沢 あゆみ（くらさわあゆみ）
「惑星カロン -人物消失-」に登場。
「クラサワ楽器店」店主の娘で、フルートとプラモデル製作が趣味。
中学3年生で、部員たった2人の吹奏楽部を切り盛りしている。
ネット上で知り合った新藤誠一から「惑星カロン」の楽譜を貰い練習を欠かしていないが、その誠一から出された「セレクトショップでの人物消失問題」を解くため、セレクトショップで難儀していた所、ハルタ達と出会う事となる。
斎木（さいき）
「惑星カロン -人物消失-」に登場。
「はごろも商事」のメンバーの一員で、客分で新しい上司のマンボウと共に老人たちを相手に「デジタルツイン」についての講習会を行っていた。その際に客の中に混じっていた草壁と対面する事となる。
元は新藤直太朗と同じ会社の部下でもあった。
社長（しゃちょう）
「惑星カロン -人物消失-」に登場。
「はごろも商事」の幹部であり、愛知の事件後静岡に逃げてきたマンボウを「客分」として迎え入れる。
着流しを好んで着るような「その筋の人」だが、ポケモン好きでもあり、前述のキョウカとはポケモン仲間でもあった。
新藤 誠一（しんどう せいいち）
「惑星カロン -人物消失-」に登場。
あゆみが彼のサイトを訪れた事で知り合ったのだが、都市伝説「オルレアンの噂」を模したような「人物消失」の謎解きをあゆみに持ち掛けてくる。
ネット上のやり取りのためか、音楽記号を使った書き込みが特徴的。
実は本物の誠一は5年前に交通事故で亡くなっており、彼が亡くなる直前に出したメールの最期の言葉を知りたい、という思いが直太朗にデジタルツインを開発させるきっかけとなった。
新藤 直太朗（しんどう なおたろう）
「惑星カロン -人物消失-」に登場。
誠一の父親で、デジタルツインの開発者。
「人物消失」の謎を解いたあゆみと彼女を手助けしたチカとハルタ、「デジタルツイン」の講習会から新藤の現在の家へとたどり着いた草壁と彼を案内する事となった斎木とマンボウの6人を迎え入れることになる。
かつては草壁が指揮していた楽団でフルート奏者をしていたこともあった。

### テレビアニメ版オリジナルキャラクター
原作には登場しないが、例外として『ハルチカ〜ハルタとチカは青春する〜』BD / DVD特典の初野晴書き下ろし小説、及びコミカライズ版に登場する。
朝比奈 香恵（あさひな かえ）
声 - 小見川千明
誕生日 - 5月23日
クラリネット奏者。ハルタらの1年先輩。紗恵の双子の姉。
朝比奈 紗恵（あさひな さえ）
声 - 宮島えみ
誕生日 - 5月23日
バスチューバ奏者。ハルタらの1年先輩。香恵の双子の妹。

## 用語
ブラックリスト十傑
清水南高校の生徒会執行部からマークされている、過去に学校内で大きな問題を起こしたためブラックリストに載ることになった生徒10名を指す。旧校舎にある文化部の部室で、好き勝手にクラブ活動をしている。
第5作『惑星カロン』までに判明した、ブラックリスト入りしている生徒は以下の6名。「退出ゲーム」より登場する名越 俊也（なごえ しゅんや）、「エレファンツ・ブレス」より登場する萩本 肇（はぎもと はじめ）と萩本 卓（はぎもと すぐる）、「周波数は77.4MHz」より登場する麻生 美里（あそう みさと）、「初恋ソムリエ」より登場する朝霧 亨（あさぎり とおる）、「失踪ヘビーロッカー」より登場する甲田 裕己（こうだ ひろき）。

## 既刊一覧・収録作品
| 巻数    | 書籍名                        | 発売日         | レーベル       | ISBN              | 収録作品（初出） | 備考                                              |
| ------- | ----------------------------- | -------------- | -------------- | ----------------- | --- | ------------------------------------------------- |
| 1       | 退出ゲーム                    | 2008年10月29日 | 角川書店       | 978-4-04-873898-9 | - 結晶泥棒（『野性時代』2005年11月号） - クロスキューブ（『野性時代』2007年1月号） - 退出ゲーム（『野性時代』2007年5月号） - エレファンツ・ブレス（書き下ろし） |                                                   |
| 1       | 退出ゲーム                    | 2010年7月24日  | 角川文庫       | 978-4-04-394371-5 | - 結晶泥棒（『野性時代』2005年11月号） - クロスキューブ（『野性時代』2007年1月号） - 退出ゲーム（『野性時代』2007年5月号） - エレファンツ・ブレス（書き下ろし） | 巻末解説：千街晶之                                |
| 1       | ハルチカ 退出ゲーム           | 2017年1月15日  | 角川つばさ文庫 | 978-4-04-631679-0 | - 結晶泥棒 - クロスキューブ - 退出ゲーム | 「エレファンツ・ブレス」は未収録                  |
| 2       | 初恋ソムリエ                  | 2009年10月1日  | 角川書店       | 978-4-04-873998-6 | - スプリングラフィ（書き下ろし） - 周波数は77.4MHz（『野性時代』2009年5月号） - アスモデウスの視線（書き下ろし） - 初恋ソムリエ（書き下ろし） |                                                   |
| 2       | 初恋ソムリエ                  | 2011年7月23日  | 角川文庫       | 978-4-04-394455-2 | - スプリングラフィ（書き下ろし） - 周波数は77.4MHz（『野性時代』2009年5月号） - アスモデウスの視線（書き下ろし） - 初恋ソムリエ（書き下ろし） | 巻末解説：大矢博子                                |
| 2       | ハルチカ 初恋ソムリエ         | 2017年12月15日 | 角川つばさ文庫 | 978-4-04-631733-9 | - スプリングラフィ - 周波数は77.4MHz - 初恋ソムリエ | 「アスモデウスの視線」は未収録                    |
| 3       | 空想オルガン                  | 2010年8月31日  | 角川書店       | 978-4-04-874097-5 | - ジャバウォックの鑑札（『野性時代』2010年2月号） - ヴァナキュラー・モダニズム（『野性時代』2010年5月号） - 十の秘密（『野性時代』2010年7月号） - 空想オルガン（書き下ろし） |                                                   |
| 3       | 空想オルガン                  | 2012年7月25日  | 角川文庫       | 978-4-04-100379-4 | - ジャバウォックの鑑札（『野性時代』2010年2月号） - ヴァナキュラー・モダニズム（『野性時代』2010年5月号） - 十の秘密（『野性時代』2010年7月号） - 空想オルガン（書き下ろし） | 巻末解説：杉江松恋                                |
| 4       | 千年ジュリエット              | 2012年3月26日  | 角川書店       | 978-4-04-874227-6 | - エデンの谷（書き下ろし） - 失踪ヘビーロッカー（『デジタル野性時代』2011年第4号、第5号） - 決闘戯曲（『デジタル野性時代』2011年第6号、第7号） - 千年ジュリエット（『デジタル野性時代』2011年第8号）                                                                                 |                                                   |
| 4       | 千年ジュリエット              | 2013年11月22日 | 角川文庫       | 978-4-04-101080-8 | - エデンの谷（書き下ろし） - 失踪ヘビーロッカー（『デジタル野性時代』2011年第4号、第5号） - 決闘戯曲（『デジタル野性時代』2011年第6号、第7号） - 千年ジュリエット（『デジタル野性時代』2011年第8号）                                                                                 | 巻末解説：川出正樹                                |
| 5       | 惑星カロン                    | 2015年9月30日  | 角川書店       | 978-4-04-110476-7 | - チェリーニの祝宴 -呪いの正体-（『小説 野性時代』2014年7月号） - ヴァルプルギスの夜 -音楽暗号-（『小説 野性時代』2012年7月号） - 理由（わけ）ありの旧校舎 -学園密室?-（『小説 野性時代』2014年12月号） - 惑星カロン -人物消失-（書き下ろし）                                        |                                                   |
| 5       | 惑星カロン                    | 2017年1月25日  | 角川文庫       | 978-4-04-105199-3 | - チェリーニの祝宴 - ヴァルプルギスの夜 - 理由（わけ）ありの旧校舎 - 惑星カロン | 文庫化にあたり、収録作品を改題 巻末解説：吉田大助 |
| 番外編1 | ひとり吹奏楽部 ハルチカ番外篇 | 2017年2月25日  | 角川文庫       | 978-4-04-104000-3 | - ポチ犯科帳 -檜山界雄×後藤朱里-（書き下ろし） - 風変わりな再会の集い -芹澤直子×片桐圭介-（書き下ろし） - 掌編 穂村千夏は戯曲の没ネタを回収する（『活字倶楽部』2010年夏号） - 巡るピクトグラム -マレン・セイ×名越俊也-（書き下ろし） - ひとり吹奏楽部 -成島美代子×???-（書き下ろし） |                                                   |

### 装幀
単行本のカバーデザインは、全て坂野公一が担当している。角川文庫版は、第3作『空想オルガン』までは坂野公一（カバーデザイン）と丹地陽子（イラスト）が担当していたが、2013年6月の「発見！角川文庫」2013夏のフェアを機に鈴木久美（カバーデザイン）と山中ヒコ（イラスト）のカバーに新装され、その後刊行された第4作『千年ジュリエット』以降も鈴木久美、山中ヒコが担当している。テレビアニメ化に合わせて、2015年12月9日より（電子書籍では12月18日より）アニメビジュアル帯が巻かれた角川文庫の既刊4巻が期間限定で流通している。『ハルチカ 退出ゲーム』『ハルチカ 初恋ソムリエ』は、烏羽雨（イラスト）が担当している。
その他アンソロジーでは、『きみが見つける物語 あこがれのハイスクールライフ!』（角川つばさ文庫、2011年6月13日発売、ISBN 978-4-04-631162-7）所収「クロスキューブ」の挿絵を雨宮千遥、『VS. こち亀 こちら葛飾区亀有公園前派出所ノベライズアンソロジー』（集英社、2016年9月17日発売、ISBN 978-4-08-780795-0）所収「不合理な二十四」の挿絵を山中ヒコが手掛けた。

## 漫画
ぶーた作画の漫画版が、「ハルチカ」のタイトルで『月刊少年エース』2015年12月号から連載されている。キャラクターの容姿はテレビアニメ版に準拠している。テレビアニメ版では収録されなかった「結晶泥棒」のエピソードが漫画化されている（「クロスキューブ」「退出ゲーム」終了後なのでマレン・成島が登場しているなどの違いがある）。
- 初野晴（原作）、ぶーた（漫画）、なまにくATK（キャラクター原案） 『ハルチカ』 KADOKAWA〈カドカワコミックス・エース〉、既刊3巻（2018年3月26日現在）

| 巻数 | 発売日         | ISBN              | 収録作品                                                          |
| ---- | -------------- | ----------------- | ----------------------------------------------------------------- |
| 1    | 2015年12月26日 | 978-4-04-103858-1 | - 青春の序曲（オーヴェルテュール） - クロスキューブ【前・後篇】   |
| 2    | 2016年11月26日 | 978-4-04-103859-8 | - 退出ゲーム【前・中・後篇】 - 結晶泥棒【前・中・後篇】           |
| 3    | 2018年3月26日  | 978-4-04-105466-6 | - エレファンツ・ブレス【前・中・後篇】 - スプリングラフィ【前篇】 |

## テレビアニメ
『ハルチカ〜ハルタとチカは青春する〜』（ハルチカ ハルタとチカはせいしゅんする）のタイトルで、2016年1月から3月まで放送された。P.A.WORKS制作。題字は英題の「&」をト音記号に似せカタカナ部分も音楽記号をイメージした作字とし、「ハル」は春らしい若葉色と桜色、「チカ」は夏らしい空色とオレンジを差し色とした。

### スタッフ
- 原作 - 初野晴（KADOKAWA 角川文庫刊）
- 監督 - 橋本昌和
- シリーズ構成 - 吉田玲子
- キャラクター原案 - なまにくATK
- キャラクターデザイン - 西田亜沙子
- 総作画監督・キャラクターデザイン補佐 - 大東百合恵
- 楽器作画監督・総作画監督補佐 - 杉光登
- 美術監督 - 佐藤歩
- 美術設定 - 宮岡真弓
- 色彩設計 - 井上佳津枝
- 撮影監督 - 並木智
- 編集 - 高橋歩
- CGディレクター - 平田洋平
- 音響監督 - 飯田里樹
- 音響効果 - 中野勝博
- 音響制作 - グロービジョン
- 音楽 - 浜口史郎
- 音楽プロデューサー - 吉江輝成
- 音楽制作 - ランティス
- プロデューサー - 加藤友季子、田村淳一郎、堀川憲司
- ラインプロデューサー - 辻充仁
- アニメーション制作 - P.A.WORKS
- 製作 - ハルチカ製作委員会

### 主題曲
オープニングテーマ「虹を編めたら」
作詞 - 林英樹 / 作曲 - 佐藤純一 / ストリングスアレンジ - 川本新 / 編曲・歌 - fhána
第1話ではエンディングテーマとして使用。
エンディングテーマ
「空想トライアングル」（第2話 - 第11話）
作詞・歌 - ChouCho / 作曲・編曲 - 中山真斗
「晴れの日に」（第12話）
作曲・編曲 - 浜口史郎、清水南高校吹奏楽部 / 演奏 - 聖徳大学附属取手聖徳女子中学校・高等学校 吹奏楽部

### 各話リスト
| 話数 | サブタイトル               | 脚本     | 画コンテ            | 演出              | 作画監督                                                                                          |
| ---- | -------------------------- | -------- | ------------------- | ----------------- | ------------------------------------------------------------------------------------------------- |
| #01  | メロディアスな暗号         | 吉田玲子 | 橋本昌和            | 太田知章          | 大東百合恵                                                                                        |
| #02  | クロスキューブ             | 吉田玲子 | 倉川英揚            | 倉川英揚          | 鈴木理沙、石井かおり、高木晴美                                                                    |
| #03  | 退出ゲーム                 | 吉田玲子 | 橋本昌和            | 石川俊介          | 山本径子、向川原憲、渡辺章 中野ゆうき、黒川飛鳥、徳川恵理                                         |
| #04  | ヴァナキュラー・モダニズム | 吉田玲子 | 菅沼芙実彦          | 菅沼芙実彦        | 秋山有希                                                                                          |
| #05  | エレファンツ・ブレス       | 吉田玲子 | 倉川英揚            | 太田知章          | 石井明治、鈴木理沙、酒井美佳 向河原憲、横松雄馬                                                   |
| #06  | スプリングラフィ           | 橋本昌和 | 今泉賢一 橋本昌和   | 山本秀世          | 秋山有希、杉光登、川面恒介                                                                        |
| #07  | 周波数は77.4MHz            | 吉田玲子 | 熨斗谷充孝 橋本昌和 | 古田丈司          | 新田靖成、高橋敦子、中谷亜沙美                                                                    |
| #08  | 初恋ソムリエ               | 吉田玲子 | 細田直人            | 高橋順            | 重本和佳子、奥田陽介、酒井美佳 小島明日香、福田裕樹 福井麻記、岩崎亮                              |
| #09  | アスモデウスの視線         | 吉田玲子 | 倉川英揚            | 倉川英揚          | 杉光登、鈴木理沙、石井かおり 石井明治、中村深雪 小野和美、宮川智恵子                              |
| #10  | ジャバウォックの鑑札       | 吉田玲子 | 山本秀世            | 熨斗谷充孝        | 竹内由香里、佐藤友子、横松雄馬 山崎敦子、中野ゆうき、桝井一平 川口弘明、飯村真一 津熊健徳、クズリ |
| #11  | エデンの谷                 | 橋本昌和 | 菅沼芙実彦          | 菅沼芙実彦        | 秋山有希、川面恒介                                                                                |
| #12  | 共鳴トライアングル         | 吉田玲子 | 橋本昌和            | 太田知章 橋本昌和 | 杉光登、川面恒介、秋山有希 石井明治、鈴木理沙、重本和佳子 福井麻記、大東百合恵                    |

### 放送局
| 放送期間                | 放送時間                     | 放送局            | 対象地域 | 備考                      |
| ----------------------- | ---------------------------- | ----------------- | -------- | ------------------------- |
| 2016年1月7日 - 3月24日  | 木曜 1:35 - 2:35（水曜深夜） | TOKYO MX          | 東京都   |                           |
|                         | 木曜 2:00 - 2:30（水曜深夜） | サンテレビ        | 兵庫県   |                           |
| 2016年1月8日 - 3月25日  | 金曜 1:41 - 2:11（木曜深夜） | 静岡放送          | 静岡県   |                           |
|                         | 金曜 2:29 - 2:59（木曜深夜） | 北日本放送        | 富山県   | [ 32 ]                    |
| 2016年1月11日 - 3月28日 | 月曜 0:30 - 1:00（日曜深夜） | テレ玉            | 埼玉県   |                           |
|                         |                              | チバテレ          | 千葉県   |                           |
|                         |                              | tvk               | 神奈川県 |                           |
| 2016年1月12日 - 3月29日 | 火曜 1:00 - 1:30（月曜深夜） | 岐阜放送          | 岐阜県   |                           |
|                         | 火曜 3:00 - 3:30（月曜深夜） | BS11              | 日本全域 | BS放送 / 『ANIME+』枠     |
| 2016年1月13日 - 3月30日 | 水曜 2:20 - 2:50（火曜深夜） | 三重テレビ        | 三重県   |                           |
|                         | 水曜 3:05 - 3:35（火曜深夜） | TVQ九州放送       | 福岡県   |                           |
| 2016年1月21日 - 4月7日  | 木曜 0:30 - 1:00（水曜深夜） | テレ朝チャンネル1 | 日本全域 | CS放送 / リピート放送あり |

| 配信期間                | 配信時間        | 配信サイト         |
| ----------------------- | --------------- | ------------------ |
| 2016年1月13日 - 3月20日 | 水曜 12:00 更新 | dアニメストア      |
| 2016年1月20日 - 4月6日  | 水曜 23:00 更新 | ニコニコチャンネル |

### BD / DVD（アニメ）
| 巻 | 発売日        | 収録話          | 規格品番  | 規格品番   |
| 巻 | 発売日        | 収録話          | BD限定版  | DVD限定版  |
| -- | ------------- | --------------- | --------- | ---------- |
| 1  | 2016年3月25日 | 第1話 - 第2話   | KAXA-7331 | KABA-10444 |
| 2  | 2016年4月27日 | 第3話 - 第4話   | KAXA-7332 | KABA-10445 |
| 3  | 2016年5月27日 | 第5話 - 第6話   | KAXA-7333 | KABA-10446 |
| 4  | 2016年6月24日 | 第7話 - 第8話   | KAXA-7334 | KABA-10447 |
| 5  | 2016年7月28日 | 第9話 - 第10話  | KAXA-7335 | KABA-10448 |
| 6  | 2016年8月26日 | 第11話 - 第12話 | KAXA-7336 | KABA-10449 |

### WEBラジオ
『ハルチカ 〜ハルタとチカは、ラジオする〜』は、2016年1月6日から3月30日まで音泉にて配信されたWEBラジオ番組。本配信前々週の2015年12月23日に第00回がプレ配信された。2016年7月20日には第SP回が配信された。パーソナリティはブリドカットセーラ恵美（穂村千夏 役）と斉藤壮馬（上条春太 役）。毎週水曜日更新。
ゲスト
- 第02回：橋本昌和（監督）
- 第03回：千菅春香（成島美代子 役）
- 第05回：島﨑信長（マレン・セイ 役）
- 第08回：山下誠一郎（片桐圭介 役）
- 第12回：花江夏樹（草壁信二郎 役）
- 第SP回：山下誠一郎、山田悠希（後藤朱里 役）

## 映画
『ハルチカ』のタイトルで、2017年3月4日に公開された。市井昌秀が監督、佐藤勝利と橋本環奈がダブル主演を務めた。佐藤は本作が映画初出演で初主演となった。映画オリジナルストーリー。全国113スクリーンで公開され、2017年3月4、5日の初日2日間で興収5,225万7,150円、動員4万42人になり映画観客動員ランキング（興行通信社調べ）で初登場第8位となった。

### スタッフ（映画）
- 原作 - 初野晴「ハルチカ」シリーズ（KADOKAWA刊）
- 監督 - 市井昌秀
- 脚本 - 山浦雅大、市井昌秀
- 配給 - KADOKAWA
- 制作プロダクション - ギークサイト
- 製作 - 『ハルチカ』製作委員会（KADOKAWA、ハピネット、静岡新聞社・静岡放送）

### キャスト
- 上条春太 - 佐藤勝利（Sexy Zone）
- 穂村千夏 - 橋本環奈
- 草壁信二郎 - 小出恵介
- 芹澤直子 - 恒松祐里
- 檜山界雄 - 清水尋也
- 片桐誠治[注 3] - 前田航基
- 宮本恭二 - 平岡拓真
- 米沢妙子 - 上白石萌歌
- 野口わかば - 二階堂姫瑠
- 岩井俊雄 - 志賀廣太郎
- 前橋菜摘[39] - 近藤笑菜

### BD / DVD（映画）
| タイトル        | 発売日       | 規格品番 | 規格品番 |
| タイトル        | 発売日       | BD       | DVD      |
| --------------- | ------------ | -------- | -------- |
| ハルチカ 豪華版 | 2017年9月2日 | BIXJ0249 | BIBJ7707 |
| ハルチカ 通常版 | 2017年9月2日 | BIXJ0250 | BIBJ7708 |